# Pranė Dundulienė
Pranė Dundulienė-Stukėnaitė (* 12. Februar 1910 in Pilypai bei Švenčionys; † 27. Februar 1991 in Vilnius) war eine litauische Ethnologin.

## Leben
1938 absolvierte sie das Studium der Ethnologie an der Vilniaus universitetas (VU) und 1969 promovierte in Geschichte.
Von 1938 bis 1940 arbeitete sie bei Lietuvių mokslo draugija, von 1940 bis 1950 am Institut für Ethnologie (Geschichte) als wiss. Mitarbeiterin. Seit 1944 lehrte sie an der VU, ab 1971 Professorin.
Sie war verheiratet mit Bronius Dundulis (1909–2000), Historiker.

## Bibliografie
- Žemdirbystė Lietuvoje. Vilnius, 1963 m.
- Lietuvių kalendoriniai ir agrariniai papročiai. Vilnius, 1979 m.
- Lietuvių etnografija. Vilnius, 1982 m.
- Lietuvių liaudies kosmologija. Vilnius, 1988 m.
- Senovės lietuvių mitologija ir religija. I leidimas 1990 m., II leidimas: Mokslo ir enciklopedijų leidybos institutas. 2007 m. ISBN 978-5-420-01617-6
- Lietuvių šventės: Tradicijos, papročiai, apeigos. Vilnius, 1991 m.
- Lietuvių etnologija. Vilnius, 1991 m.
- Žaltys ir jo simboliai lietuvių liaudies mene ir žodinėje kūryboje. Mokslo ir enciklopedijų leidybos institutas. 2005 m. ISBN 5-420-01577-3
- Senieji lietuvių šeimos papročiai. I leidimas 1999 m., II leidimas: Mokslo ir enciklopedijų leidybos institutas. 2005 m. ISBN 5-420-01576-5
- Paukščiai senuosiuose lietuvių tikėjimuose ir mene. Mokslo ir enciklopedijų leidybos institutas. 2006 m. ISBN 5-420-01597-8
- Ugnis lietuvių liaudies pasaulėjautoje. Mokslo ir enciklopedijų leidybos institutas. 2006 m. ISBN 5-420-01596-X
- Gyvybės medis lietuvių mene ir tautosakoje. Mokslo ir enciklopedijų leidybos institutas. 2006 m.
- Akys lietuvių pasaulėjautoje. Mokslo ir enciklopedijų leidybos institutas. 2006 m. ISBN 5-420-01594-3
- Duona lietuvių buityje ir papročiuose. Mokslo ir enciklopedijų leidybos institutas. 2007 m. ISBN 978-5-420-01622-0
- Medžiai senovės lietuvių tikėjimuose. Mokslo ir enciklopedijų leidybos institutas. 2008 m. ISBN 978-5-420-01625-1
- Pagonybė Lietuvoje: Moteriškosios dievybės. Mokslo ir enciklopedijų leidybos institutas. 2008 m.
- Lietuvių liaudies kosmologija. Mokslo ir enciklopedijų leidybos institutas. 2008 m.